# اس‌ام‌اس بادن (۱۸۸۰)
اس‌ام‌اس بادن (۱۸۸۰) (به انگلیسی: SMS Baden (1880)) یک کشتی بود که طول آن ۹۸٫۲ متر (۳۲۲ فوت) بود. این کشتی در سال ۱۸۷۸ ساخته شد.